# Cartaletis latifasciata
Cartaletis latifasciata är en fjärilsart som beskrevs av M.Gaede 1917. Cartaletis latifasciata ingår i släktet Cartaletis och familjen mätare. Inga underarter finns listade i Catalogue of Life.